# رالينا أرابوفا
رالينا أربوفا (الروسية : Ралина Арабова ، كازان ، ولدت في 4 يوليو 2000) عارضة أزياء روسية، تم تعيينها للمشاركة في مسابقة ملكة جمال الكون 2021 ومثلت روسيا في مسابقة ملكة جمال الكون 2021 في إيلات ، إسرائيل. في 13 أبريل 2019 مثلت تتارستان في مسابقة ملكة جمال روسيا 2019 ، وتنافست 49 مرشحة أخرى في قرية بارفيخا الفاخرة في موسكو ، روسيا. و حلت فب نهاية الحدث في مركز الوصيفة الثانية لملكة جمال روسيا ألينا سانكو التي أصبحت ملكة جمال الكون في روسيا 2020. 
لم يكن من المفترض أصلاً أن تشارك أرابوفا البالغة من العمر 22 عامًا في المنافسة: فعادة ما يمثل روسيا صاحبة لقب «ملكة جمال روسيا». ومع ذلك ، في عامي 2020 و 2021 ، لم تكن هناك مسابقة وطنية ، وكانت ملكة جمال روسيا 2019 ألينا سانكو قد شاركت بالفعل في مسابقة ملكة جمال الكون 2020 ولم تتمكن من الوصول إلى النهائي. نظرًا لأنه من المستحيل إرسال نفس المتسابق للمرة الثانية على التوالي ، وقع الاختيار على أرابوفا ، حلت في مرز الوصيفة الثانية لملكة جمال روسيا 2019.

## نشأتها
ولدت اربوفا ونشأت في قازان ، تتارستان . نشأت الفتاة في أسرة كبيرة متعددة الجنسيات: والدتها امرأة تتارية تعمل مديرة في خدمة التنظيف ، ووالدها أذربيجاني ، صاحب مقهى على جانب الطريق خارج المدينة. الأسرة لا تملك الكثير من المال، وبمساعدة مسابقات الجمال ، كانت الفتاة تأمل في كسب أموال إضافية والحصول على فرصة لحياة أفضل. تقر أرابوفا بأن والدتها كانت تدعم تطلعاتها دائمًا ، وتود أن تهدي لها الفوز في المسابقة. أي جامعة في الدولة ودخلت كلية الحقوق بالجامعة المالية التابعة لحكومة الاتحاد الروسي . في الوقت نفسه ، تواصل الدراسة عن بعد كمتخصصة في الإعلانات في جامعة ولاية قازان للطاقة، تخرجت من مدرسة موسيقى وشاركت أيضًا في مهرجانات موسيقية في روسيا.

## مسابقة جمال

### ملكة جمال روسيا 2019
في 13 أبريل 2019 ، مثلت تتارستان في مسابقة ملكة جمال روسيا 2019 وتنافست مع 49 مرشحة أخرى في قرية بارفيخا الفاخرة في موسكو ، روسيا . احتلت المركز الثالث وانتهى بها الأمر بالخسارة أمام الفائزة ألينا سانكو من آزوف.

### ملكة جمال الكون 2021
في 29 نوفمبر 2021 ، تم اختيار أرابوفا لتمثل روسيا في مسابقة ملكة جمال الكون في عام 2021 في إيلات ، إسرائيل المقرر إقامتها في 12 ديسمبر 2021.

## روابط خارجية
- الموقع الرسمي لموقع ملكة جمال روسيا
- رالينا أرابوفا على إنستغرام

| الجوائز و الإنجازات | الجوائز و الإنجازات                             | الجوائز و الإنجازات |
| ------------------- | ----------------------------------------------- | ------------------- |
| سبقه ألينا سانكو    | ملكة جمال روسيا 2021 (ملكة جمال روسيا بالتعيين) | تبعه يحدد لاحقا     |